# Fort Charlotte (Tortola)
Le fort Charlotte est un fort situé au sud de Road Town dans les Îles Vierges britanniques.

## Toponymie
Le toponyme « fort Charlotte » est créé en l'honneur de Charlotte de Mecklembourg-Strelitz, épouse du roi d'Angleterre George III.

## Historique

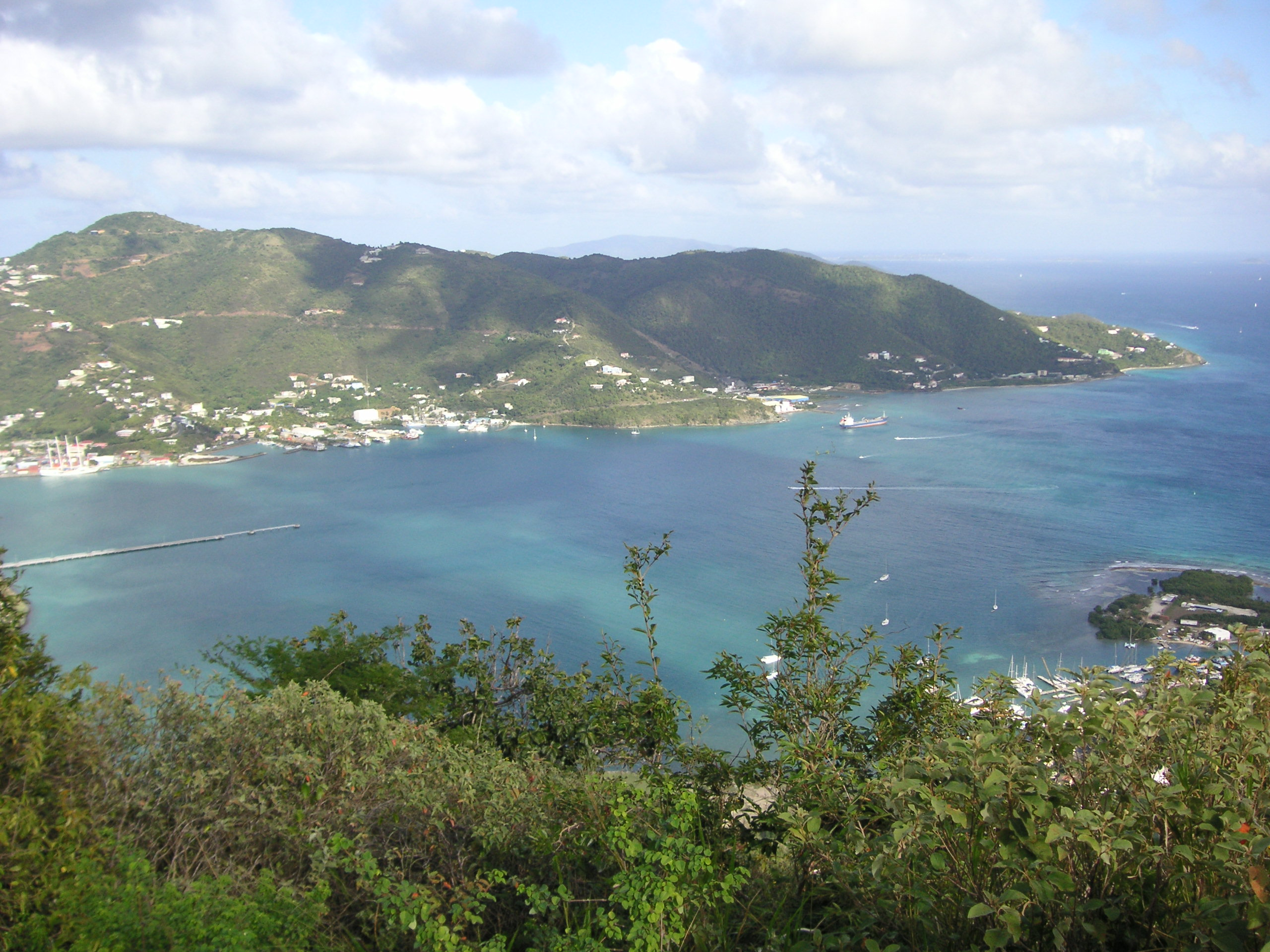
Vue de Road Harbour depuis Fort Charlotte.

Le fort Charlotte a été construit par des ingénieurs royaux britanniques en 1794 à une altitude d'environ 947 pieds au-dessus de Road Town au sommet d'une palissade en bois qui aurait été fondée à l'origine par le corsaire Joost van Dyk pour servir de poste d'observation. Il n'était entouré de murs au sens traditionnel du terme car le principal matériau utilisé était la terre cuite. Cependant, son élévation signifiait qu'il n'y avait absolument aucune possibilité d'être attaqué par les canons des navires ennemis. Le seul moyen de prendre le fort était de permettre aux troupes de gravir la colline alors même qu'elles étaient soumises à de lourds tirs de mousquet et de canons.
Il faisait partie d'une formation de défense triangulaire autour de Road Harbour : en effet, fort Burt se trouve du côté sud-ouest du port, tandis que fort George est situé à l'ouest, avec le fort Road Town entre les deux. Le fort Charlotte se dressait au-dessus, disposant de la portée nécessaire pour défendre la ville et le port avec ses canons sans craindre de riposte. En conséquence, tout navire cherchant à attaquer la ville devra résister aux tirs de fort Charlotte et de fort Burt ou fort George, tout en essayant de gravir Harrigan's Hill (avec des armes) sous le feu ennemi pour prendre fort Charlotte.
Road Town est devenue la capitale du territoire en lieu et place d'endroits bien plus stratégiques, comme Soper's Hole, Hodge's Creek et Spanish Town sur Virgin Gorda (chacun d'entre eux ayant servi de centre de l'administration des îles à un moment donné de l'histoire) en grande partie à cause de ses forces défensives. Tortola a été mis à sac par des pirates espagnols en 1685 puis occupée par ces derniers pendant plusieurs jours en 1686, mais n'a plus été attaquée après la construction du fort Charlotte.
Tortola a été peu attaqué pendant la période coloniale du fait de la combinaison de plusieurs facteurs, à savoir la valeur économique relativement faible du territoire et des défenses redoutables. Cela en faisait donc une cible peu attrayante, d'une part, pour les puissances coloniales concurrentes et, d'autre part, pour les corsaires et les pirates.

## Époque contemporaine
Le fort est une ruine : il ne reste que quelques murs, une citerne et un magasin souterrain. La zone du fort est envahie par la végétation et, pour des raisons de sécurité, le gouvernement a condamné la citerne afin d'éviter des accidents lorsque les touristes s'y rendent.
La randonnée jusqu'au fort Charlotte (il n'y a pas de route) est considérablement moins ardue depuis que le gouvernement a coupé une route du sommet de Macnamara à la crête. Une piste menant au fort est une nécessité pendant la saison des pluies.
Comme beaucoup de bâtiments historiques dans les Îles Vierges britanniques, fort Charlotte est situé sur un terrain privé avec aucun droit de passage public. Le gouvernement a annoncé son intention de rendre le fort Charlotte plus accessible, mais aucune mesure n'a encore été prise.